# Bacteria iconicoffi
Bacteria iconicoffi är en insektsart som först beskrevs av Andrew Nelson Caudell 1918.  Bacteria iconicoffi ingår i släktet Bacteria och familjen Diapheromeridae. Inga underarter finns listade.